# Levantes jacobitas
Os levantes jacobitas (em inglês: Jacobite Risings, do latim: "Jacobus") também chamados de chamados de rebeliões jacobitas (1688 – 1746) foram uma série de insurreições, rebeliões e batalhas nos reinos da Inglaterra, Escócia (mais tarde o Reino da Grã-Bretanha), e Irlanda ocorridas no período de 1688 à 1746, cujo objetivo de reconduzir Jaime II de Inglaterra, e mais tarde os descendentes da Casa de Stuart, para o trono após este ter sido deposto pelo Parlamento durante a Revolução Gloriosa. 

## Etimologia
A origem do nome da série de conflitos está em Jacobus, a forma latina do nome inglês James.

## As rebeliões
Os maiores levantes jacobitas foram chamados de "rebeliões jacobitas" pelos governos da época. A “Primeira Rebelião Jacobita” e a “Segunda Rebelião Jacobita” ficaram  conhecidas respectivamente como “A Quinze” e “A Quarenta e Cinco” devido aos anos nos quais elas ocorreram (1715 e 1745 respectivamente).
Apesar de cada levante jacobita ter características únicas, eles foram parte de uma série maior de campanhas militares dos jacobitas, a chamada mesmo a Guerra Jacobita, na tentativa de reconduzir os reis Stuart aos tronos da Escócia e Inglaterra (e após 1707, a Grã-Bretanha). Jaime II de Inglaterra (Jaime VII da Escócia) foi deposto em 1688, e os tronos foram reclamados por sua filha Maria II de Inglaterra conjuntamente com seu marido, o neerlandês Guilherme III de Inglaterra.
Após a Casa de Hanôver ter sucedido ao trono britânico em 1714, os levantes prosseguiram e se intensificaram, até a última rebelião jacobita ("a quarenta e cinco”), conduzida por Carlos Eduardo Stuart, que foi incontestavelmente derrotado na Batalha de Culloden em 1746, o que acabou com qualquer esperança realística de uma restauração Stuart.